# Ría de Aldán

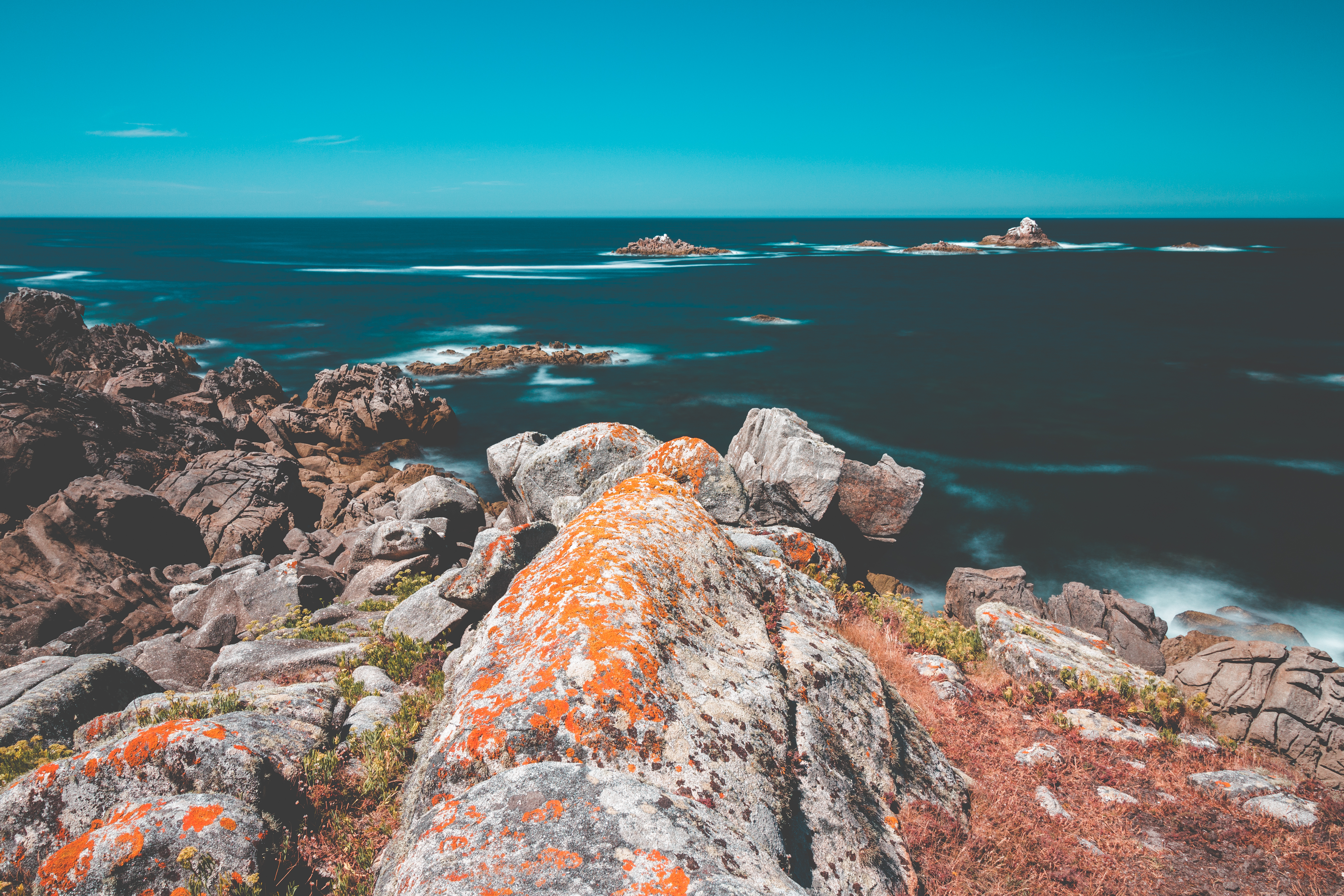
Punta do Couso. Al fondo, Illas das Osas

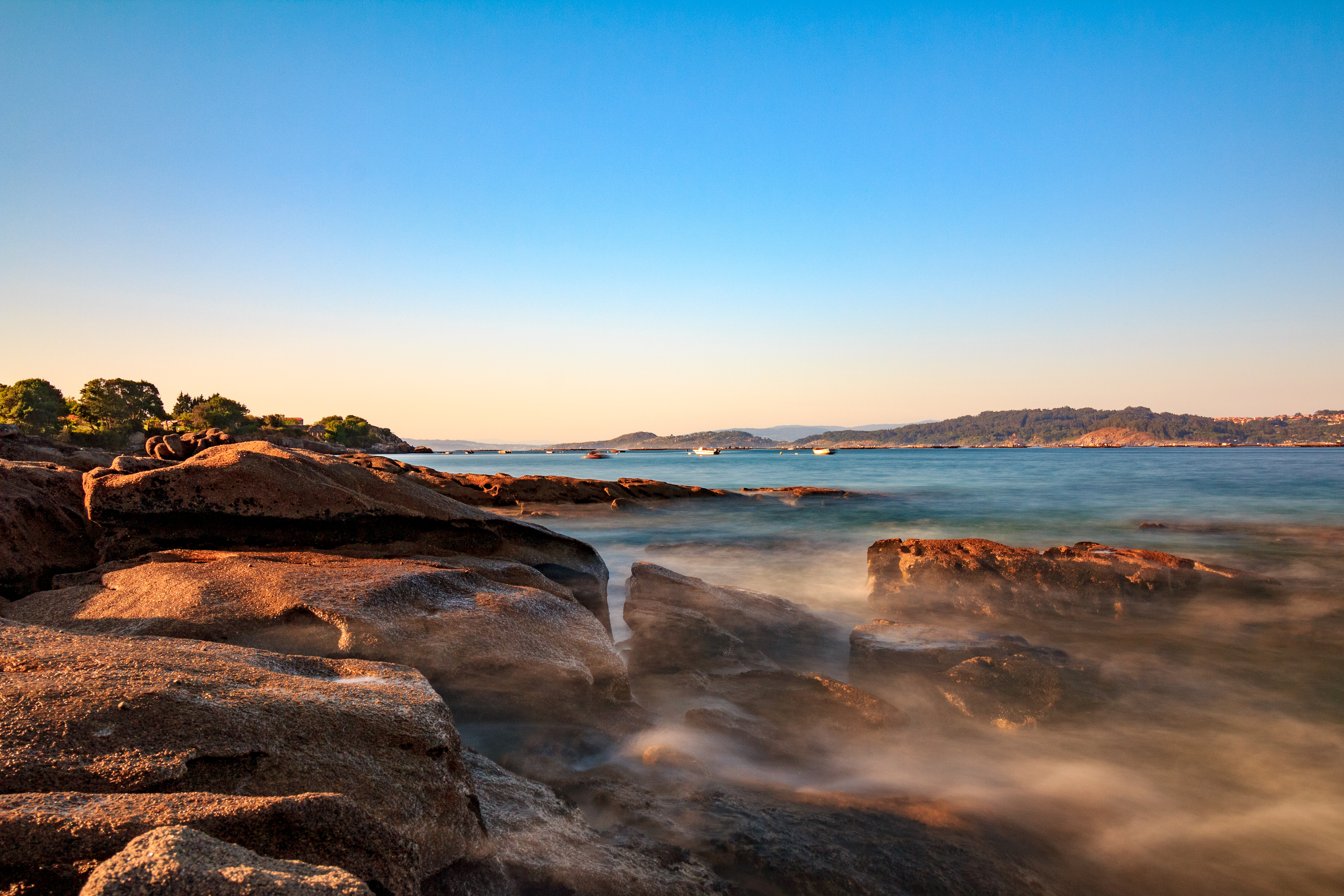
Atardecer en la ría de Aldán

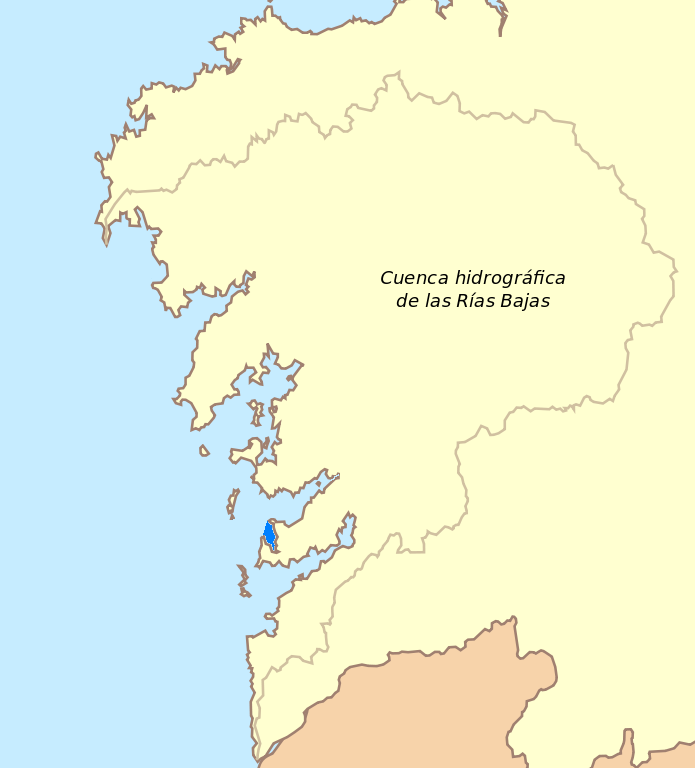
En azul oscuro, la ría de Aldán.

La ría de Aldán es un entrante profundo en la costa de la ría de Pontevedra. Vale la pena destacar que la ría de Aldán no es propiamente una ría, ya que no está formada por la erosión de un río.

## Contexto geográfico
Se sitúa en el extremo de la península del Morrazo, con su entrada limitada por la punta Couso (O Hio. Cangas)  y el cabo Udra (Beluso. Bueu) y orientada al N-NW, o sea, alineada aproximadamente con las islas Ons y Onza. El río que desemboca al inicio de la ría es el Río Orxas, formando una amplia ensenada en bolsa que abarca las playas de San Cibrán en Aldán, y Vilariño en O Hio. El complejo endorreico situado detrás de la línea de dunas de la playa de Vilariño, de las viviendas VPO y la carretera Vilariño-Igrexario, denota haber sido en su día unas marismas, pero hoy su comunicación es un breve canal, y la laguna es más dulce que salobre. La parte sur de la laguna A Lagoa, se denomina A Lontreira, haciendo alusión a la presencia de nutrias (londras o lontras en gallego) en la zona.

## Poblaciones
Tres parroquias dan a sus costas: O Hío, Aldán (pertenecientes al ayuntamiento de Cangas) y Beluso (perteneciente al ayuntamiento de Bueu). Posee un puerto pesquero, el de Aldán, y otro deportivo, en O Hío.

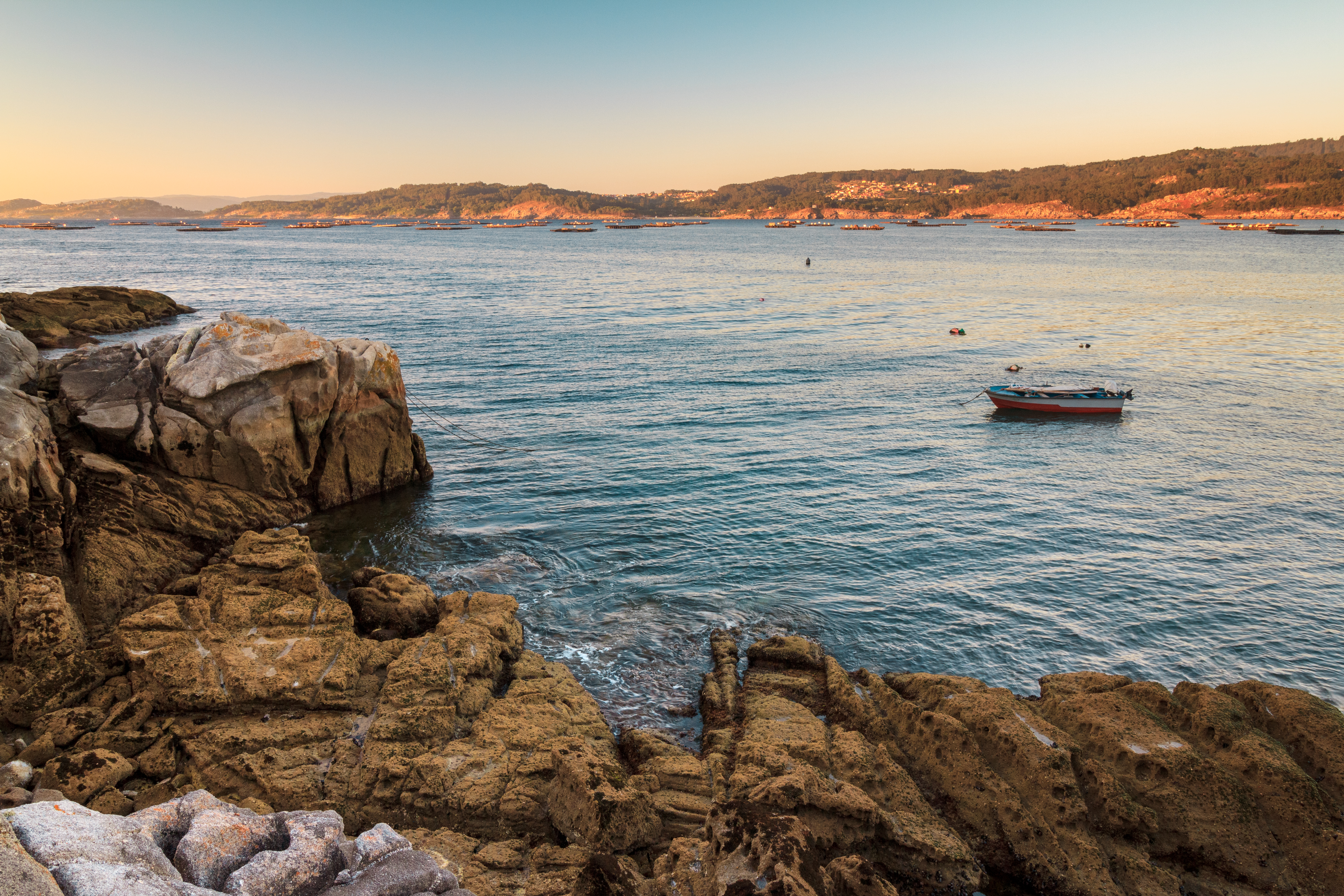
Barco Pesquero amarrado en la Ría de Aldán
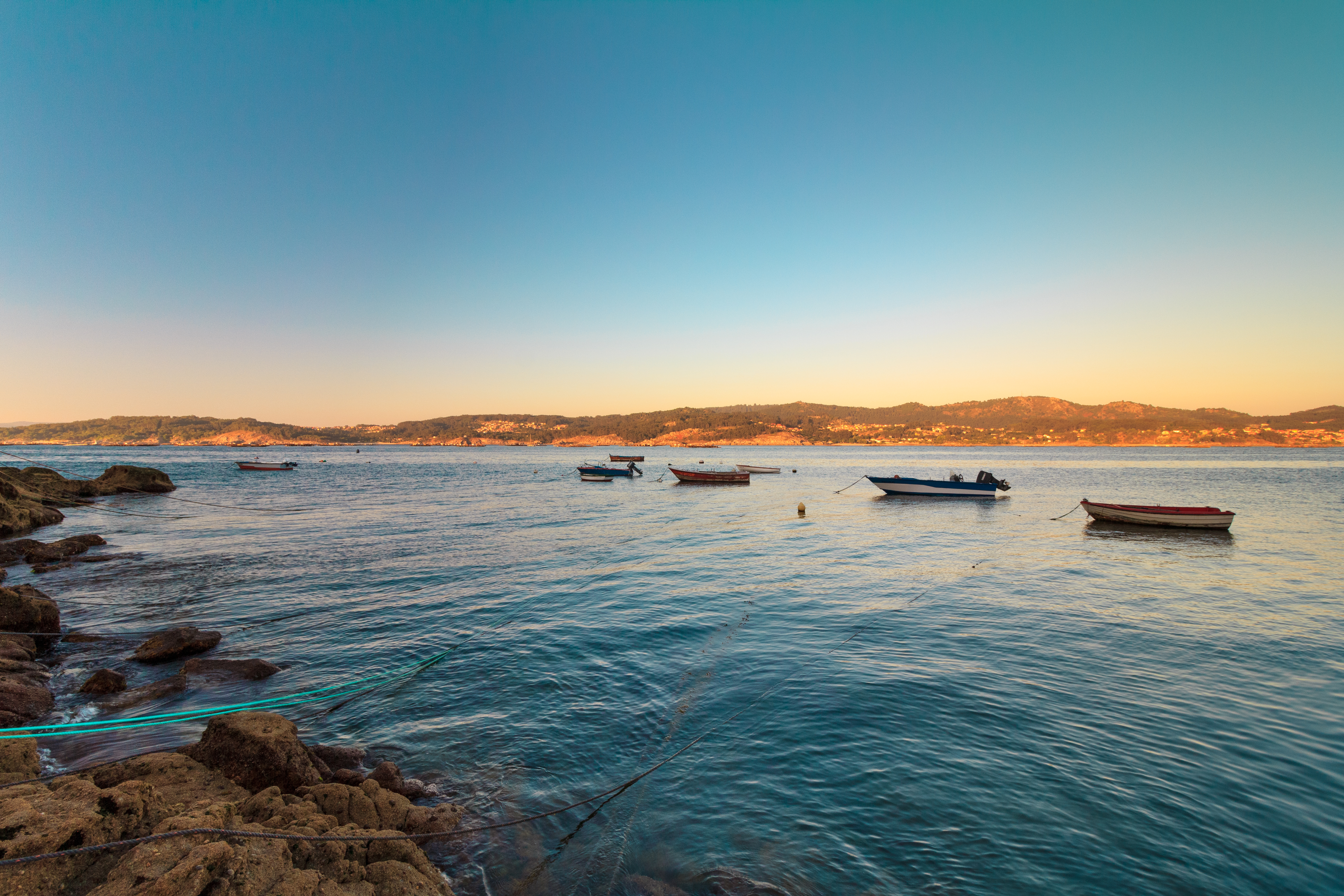
Barcos Pesqueros amarrados en la Ría de Aldán

## Playas
Posee numerosas playas, varias con bandera azul. En las costas de Aldán se encuentran las playas de San Cibrán, Con de Sestadelo, Cova de Balea, Areacova, Francón, Sartaxéns, Menduíña y Lagoelas. En Beluso se encuentran Área de Bon, Lagos y Ancoradouro. En O Hío destacan Vilariño, Arneles, Castiñeiras, Pintens y Areabrava. Las playas que han conseguido en al menos una ocasión la denominación de bandera azul son Área de Bon, Menduíña, Areabrava y Vilariño. En el sendero que conduce hacia Punta do Couso, se encuentran algunas playas salvajes como Praia do Couso o Praia do Atranco.

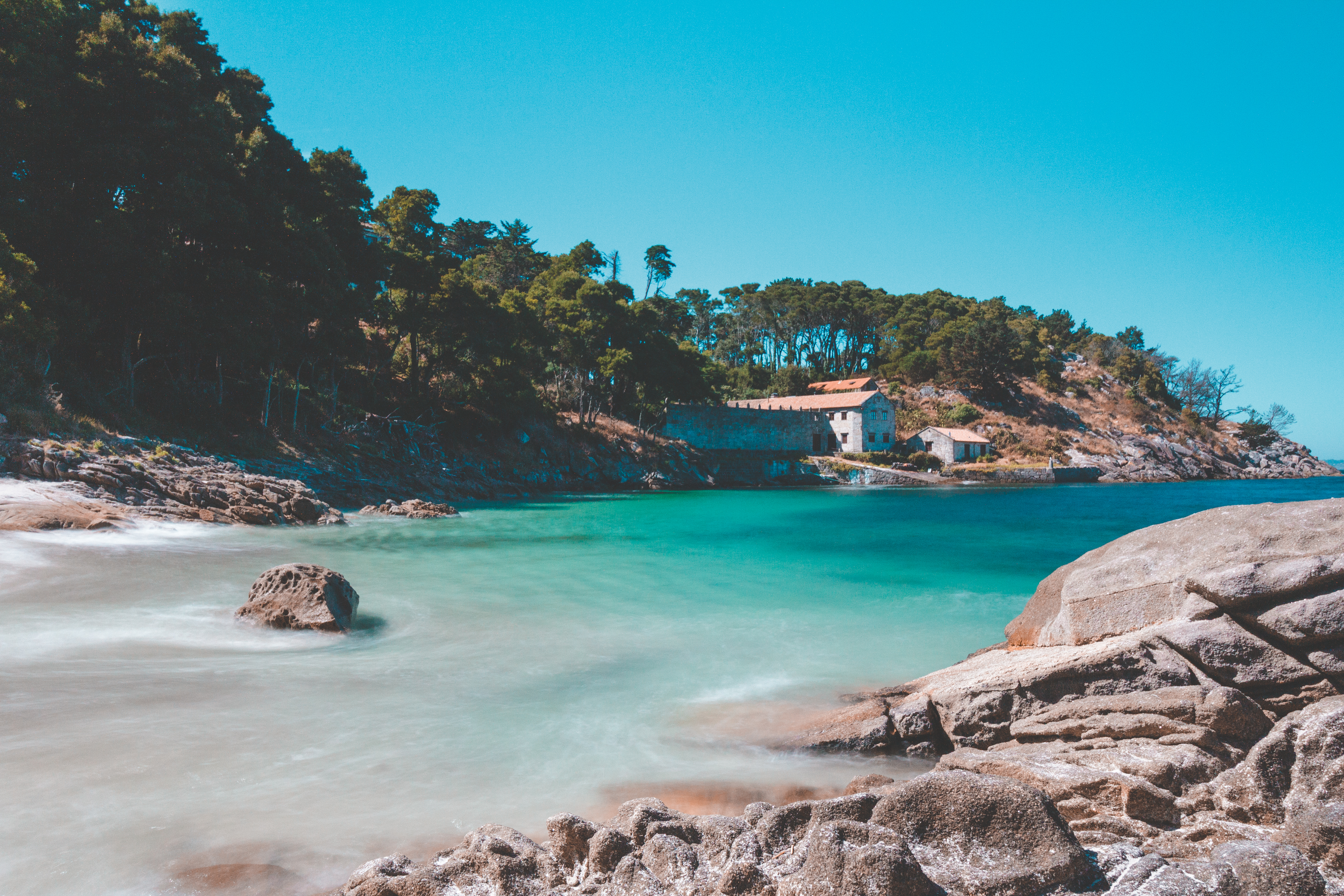
Praia do Couso
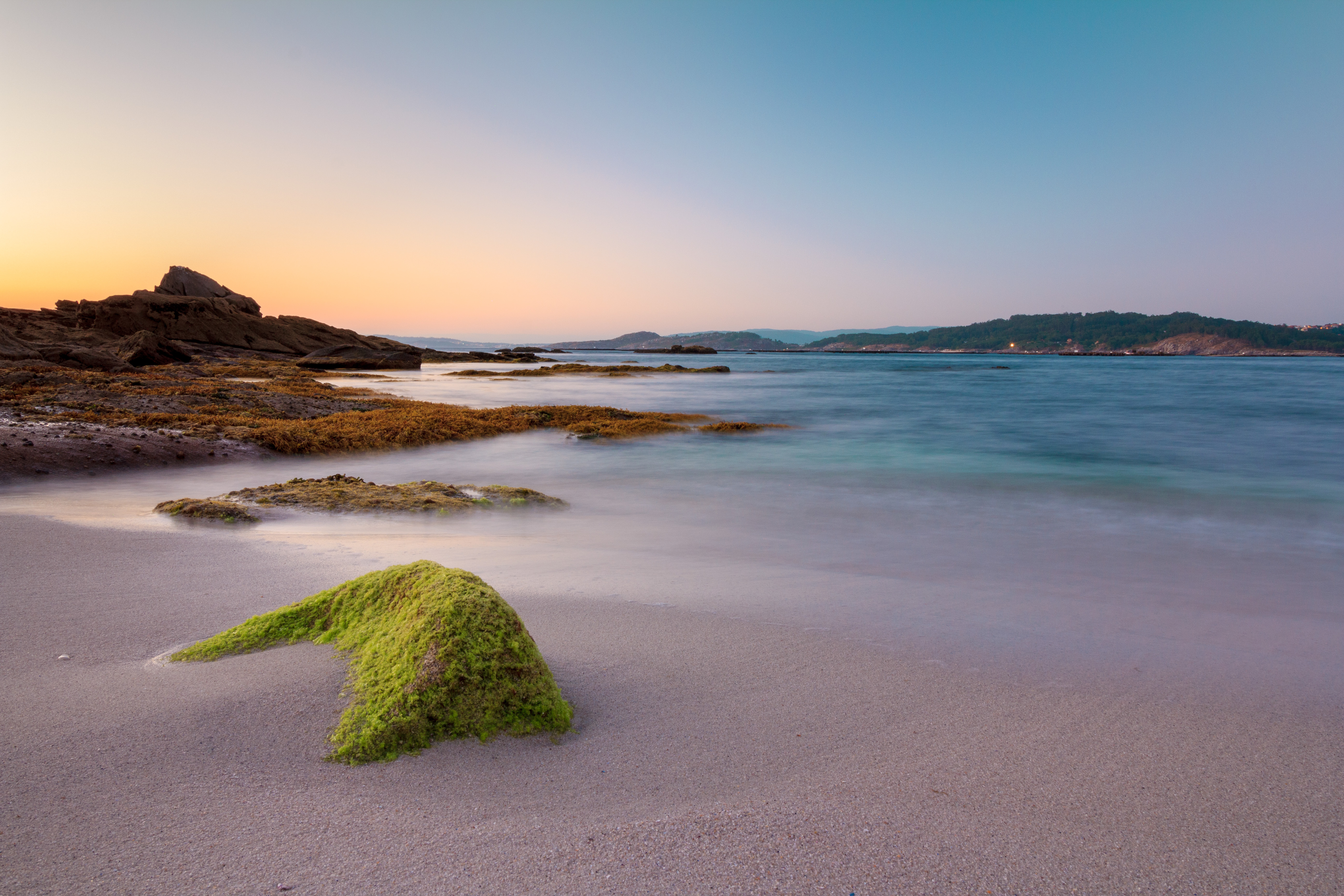
Praia de Alada
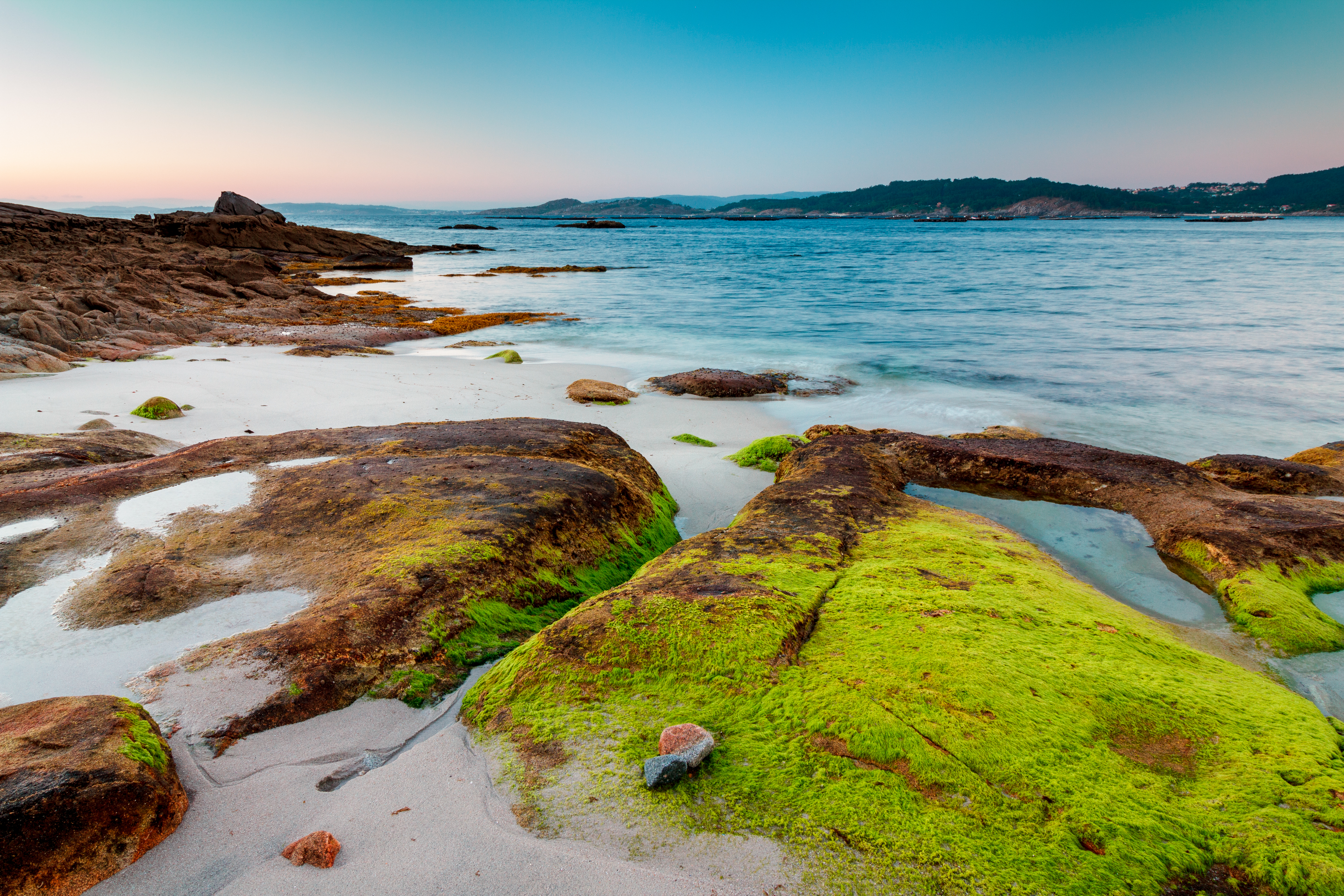
Praia de Alada
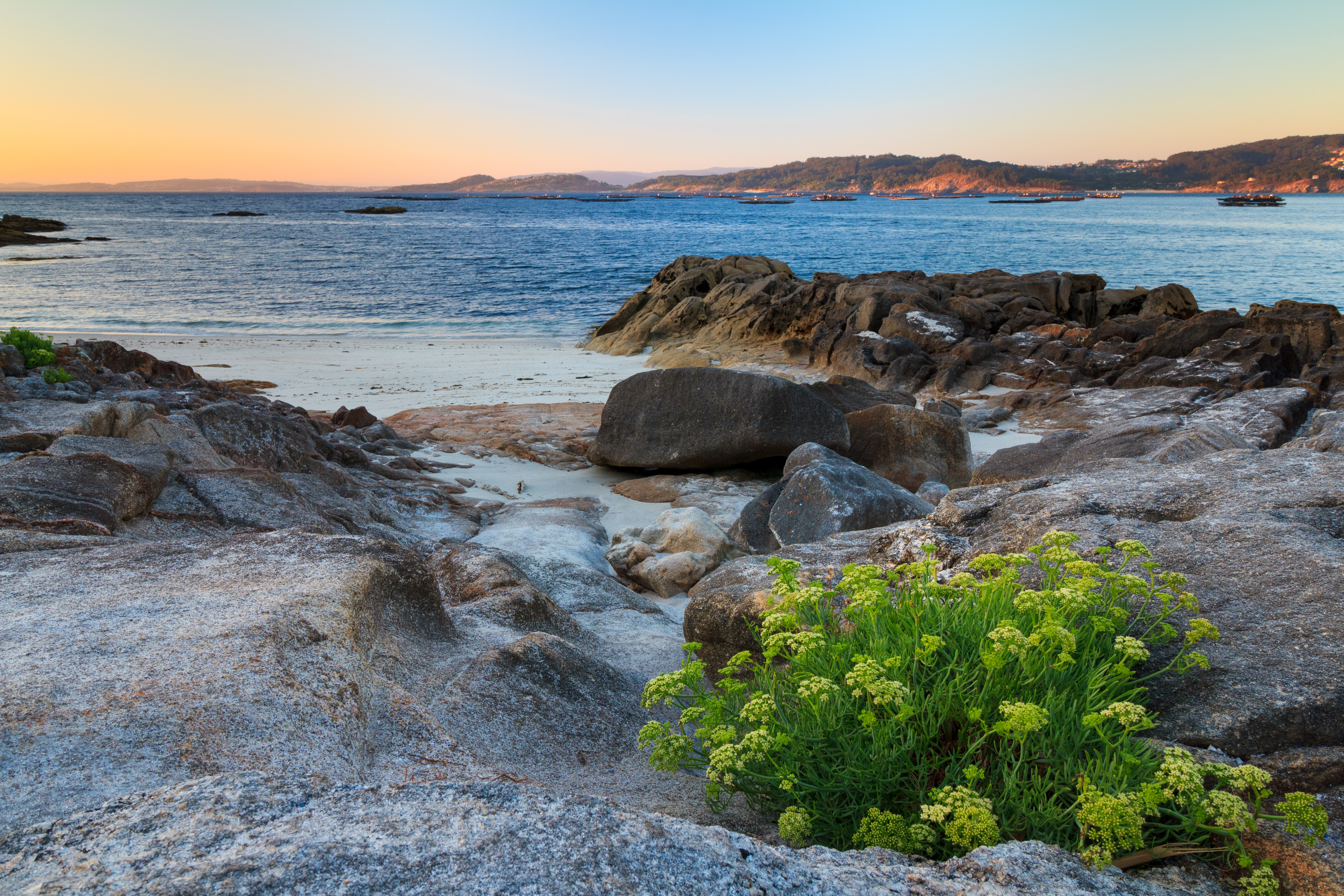
Praia de Alada
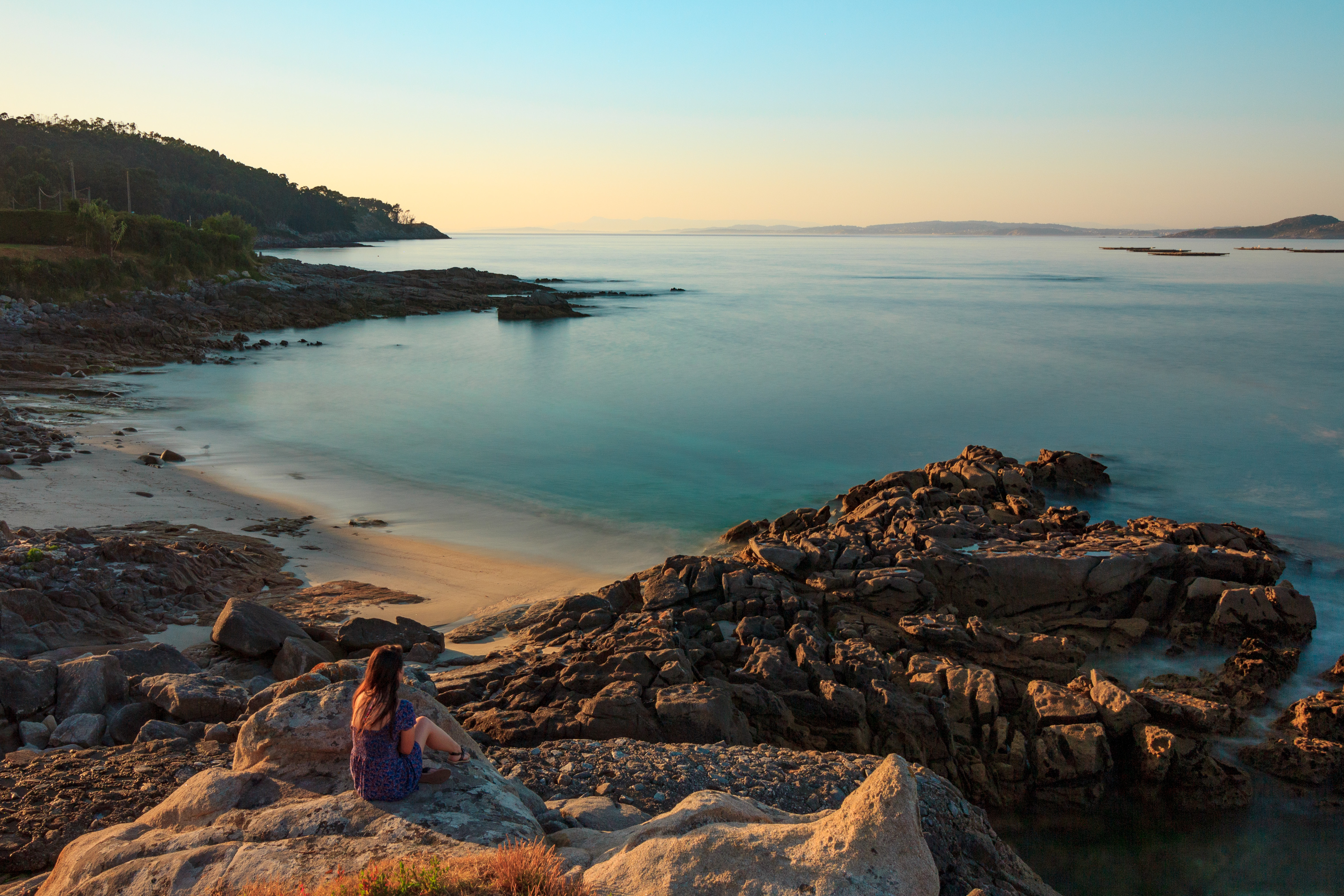
Praia de Alada
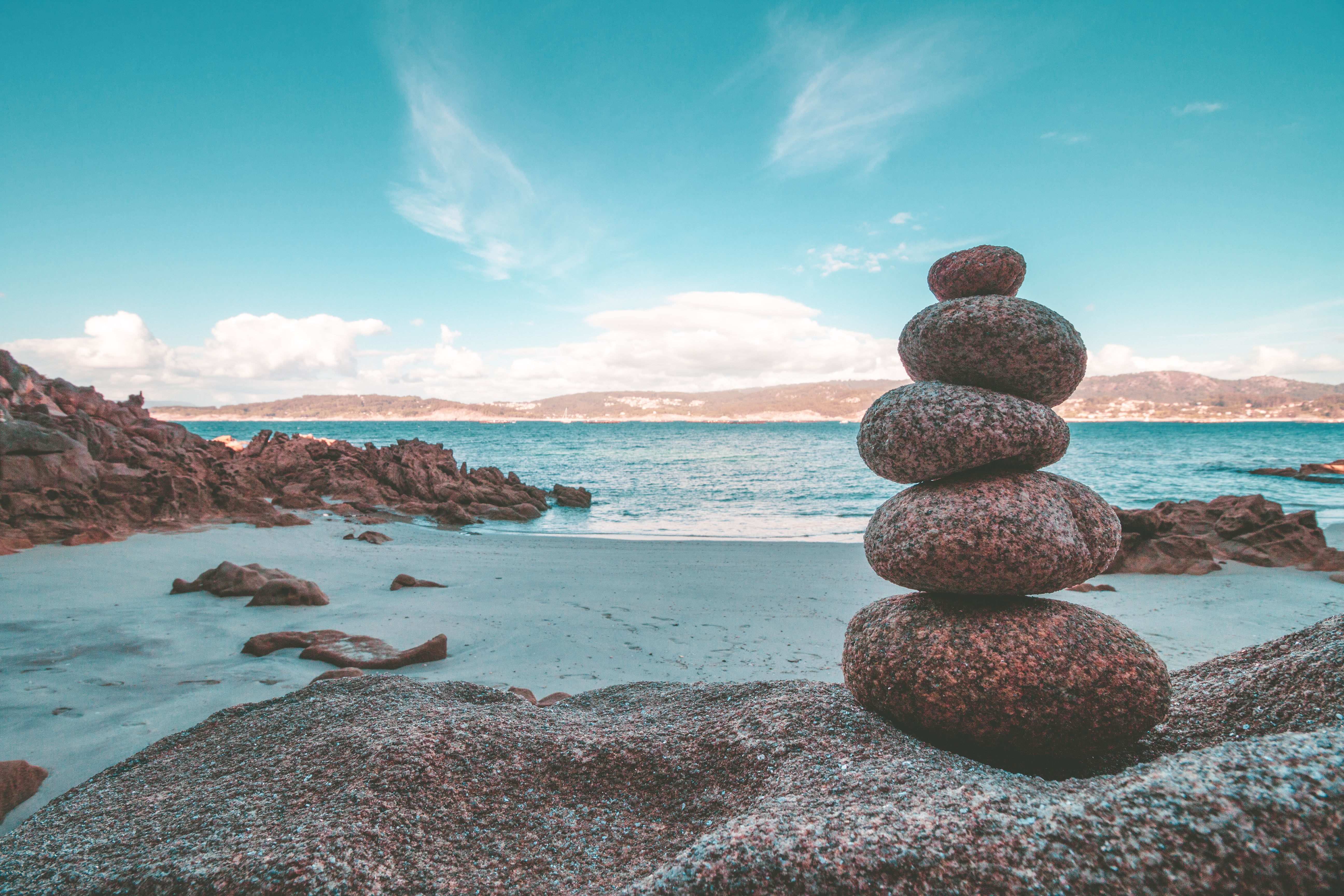
Praia do Atranco
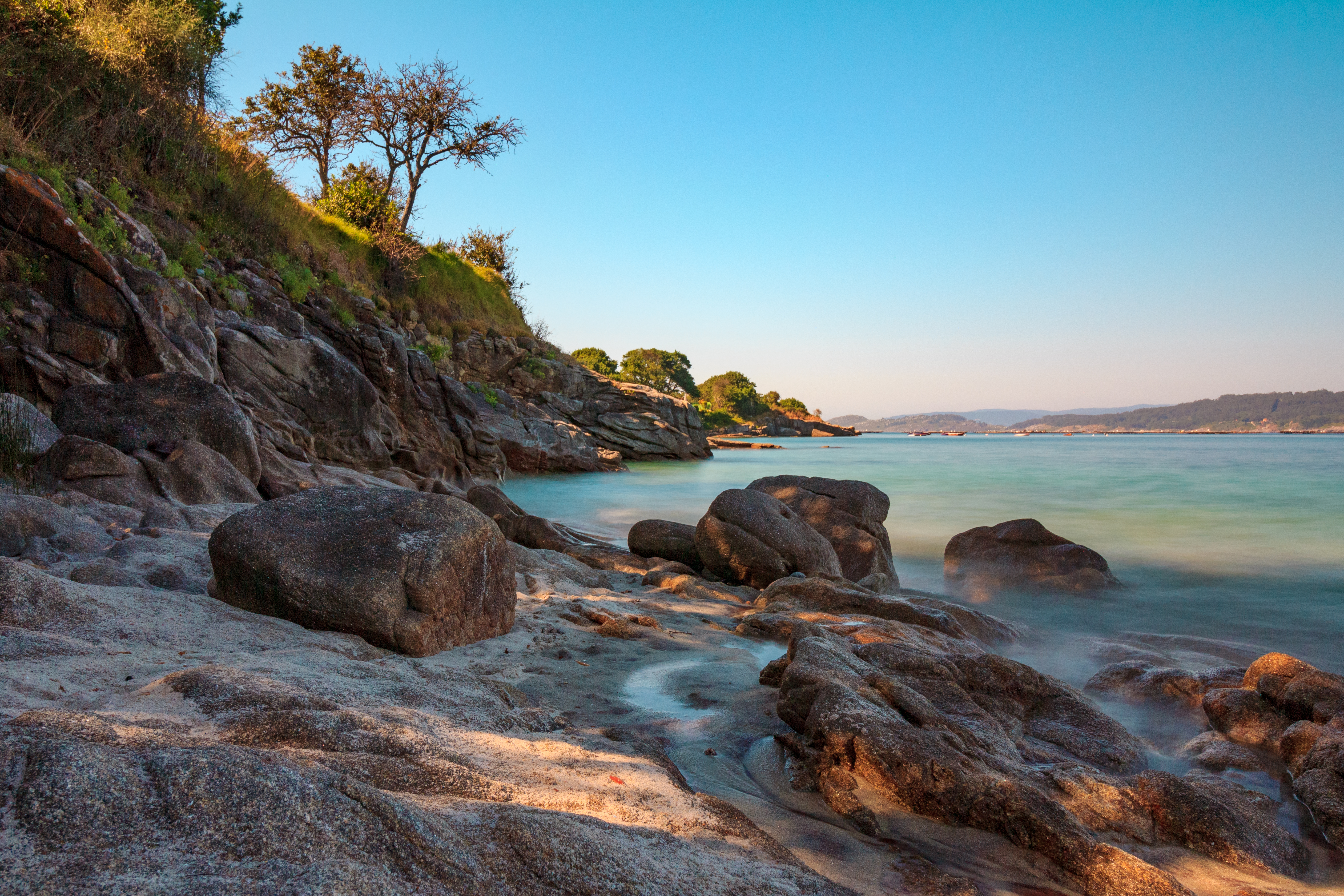
Praia de Curres
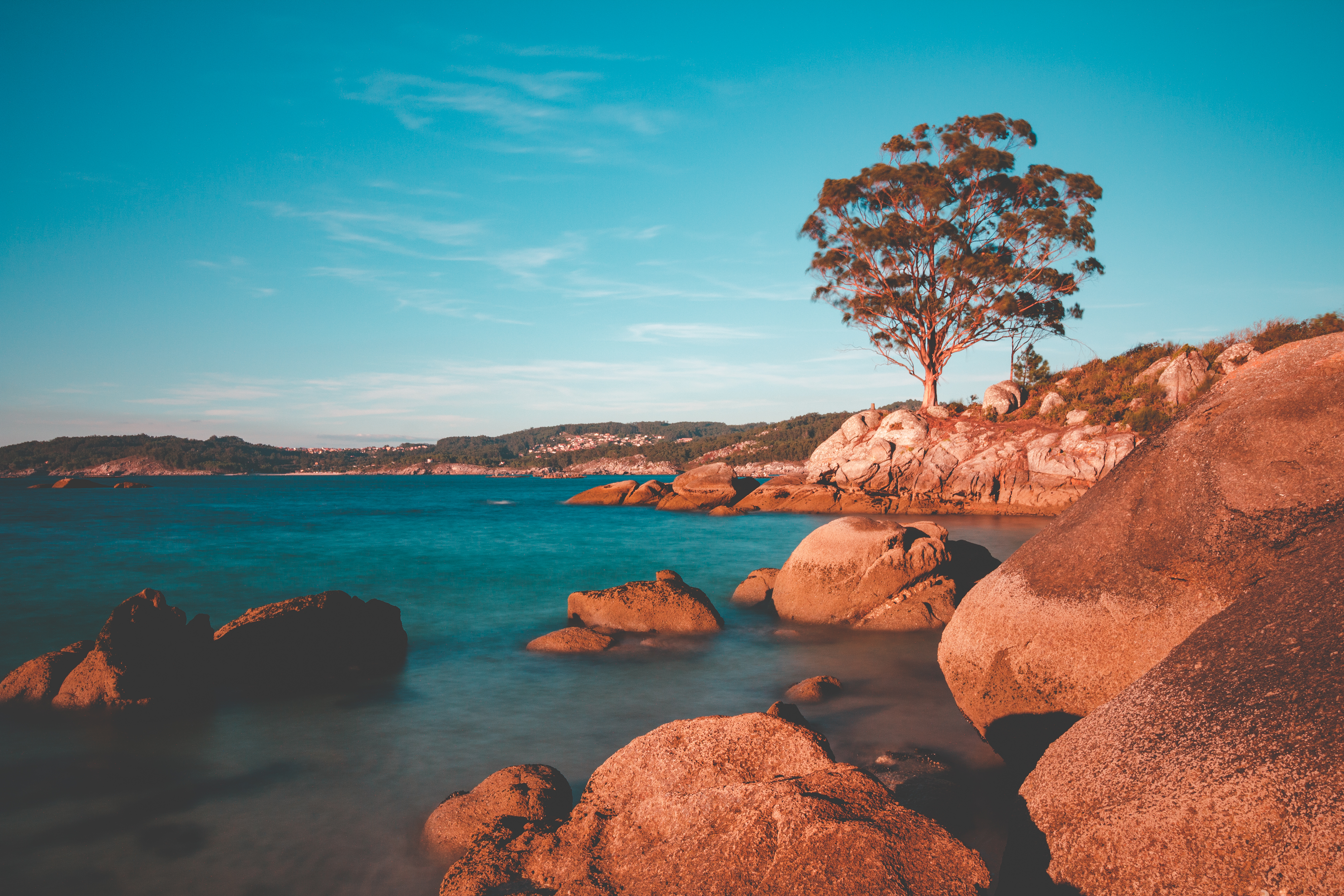
Praia Castañeira